# Le Golem (film, 1915)
Pour les articles homonymes, voir Le Golem.
Pour plus de détails, voir Fiche technique et Distribution.
Le Golem (Der Golem) est un film expressionniste allemand de Henrik Galeen et Paul Wegener sorti en 1915.

## Synopsis
Un Golem, être de terre glaise, est façonné puis animé par le Maharal, il est celui qui devra sauver le peuple juif. Apprentissage enfantin dans un corps démesuré crée une acclimatation difficile: le Golem est rejeté par le reste du Ghetto si bien qu'il le fuira. Une fois dehors, une fillette vient dans ses bras et arrache innocemment l'étoile fixée sur sa poitrine, celle qui avait le pouvoir de le maintenir en vie.

## Fiche technique
- Titre original : Der Golem
- Réalisation : Henrik Galeen et Paul Wegener

## Distribution
- Paul Wegener : le Golem
- Rudolf Blümner : le savant
- Robert A. Dietrich
- Carl Ebert : le brocanteur
- Henrik Galeen : le comte
- Lyda Salmonova : Jessica
- Jakob Tiedtke

## Autour du film
- Une autre version fut réalisée en 1920, par Carl Boese et P. Wegener.